# Masis Woskanian
Masis Woskanian (orm. Մասիս Ոսկանյան; ur. 11 lipca 1990 w Abowianie) – ormiański piłkarz grający na pozycji pomocnika w KVC Sint-Eloois-Winkel.

## Kariera klubowa
Woskanian rozpoczął karierę w 1996 roku w KSV Veurne. W 1999 trafił do SV Zulte Waregem. W sezonie 2009/2010 grał w Cercle Brugge. W 2010 przeszedł do KSV Roeselare. W sierpniu 2014 został zawodnikiem Piuniku Erywań. W sezonie 2015/2016 był zawodnikiem KVV Coxyde, a w czerwcu 2016 przeszedł do KVC Sint-Eloois-Winkel.

## Kariera reprezentacyjna
W reprezentacji Armenii zadebiutował 28 lutego 2012 w przegranym 0:2 meczu z Serbią.